# Дмитрук Никанор Костьович
Никанор Костьович Дмитрук (* 26 липня 1902 с. Лука) — †18 червня 1938, тюрма НКВД СССР Житомир) — український етнограф, музеєзнавець доби Розстріляного відродження.
Жертва сталінського терору, вбитий у тюрмі.

## Біографія
Народився у селі Лука Левківської волості Житомирського повіту Волинської губернії (тепер Житомирська область.
Після закінчення вчительської семінарії вступив до Волинського інституту народної освіти в Житомирі. Через захоплення етнографією поступив до Київського археологічного інституту, в якому провчився до розформування цього навчального закладу у 1925.
Повертається до Житомира, працює завідувачем відділу робсількорівського руху та робітничого життя на Коростенщині Волинського краєзнавчого музею. Навчається в аспірантурі відділу етнографії при музеї яким кервував професор Кравченко В. Г., займається пошуково-дослідницькою роботою.

### Етнограф
Складена Дмитруком програма включала 17 різноманітних запитань, пов'язаних із висвітленням різнобічних аспектів життя села, народних звичаїв, вірувань, легенд і переказів про голодомор 1921 року.
Дмитрук, один із перших етнографів виснував суть політики воєнного комунізму, яка зводилася до цілеспрямованого закріпачення українського селянства через голод.
1927 — бере участь у експедиції з метою вивчення лоцманства в районі будівництва Дніпровської гідроелектростанції. Матеріяли зібрані в експедиції Дмитруком та іншими науковцями склали окремий том з історії лоцманства.
У цьому ж році разом з дружиною виїздить на дослідження в село Дідковичі, що на Коростенщині. Там він влаштовується вчителем у місцевій школі. Організовує краєзнавчий осередок.
1929 — Дмитрук потрапляє у «чорний список неблагонадійних». Тоді НКВС заарештувало провідних членів етнографічної комісії Всеукраїнської Академії Наук (ВУАН) — В. М. Щепотьєва, С. Г. Терещенкову, М. З. Левченка.
1930 — переїздить до Харкова, де стає аспірантом в Інституті історії матеріальної культури.
1932 — переходить на роботу в Український інститут історії культури.
1933 — утікає від переслідувань НКВД до Житомира, де оформився на роботу в краєзнавчий музей на посаду завідувача історичного відділу. У місцевій пресі публікує статті, присвячені історії Житомира, етнографічні нариси з історії чеських колоній на Волині.
29 листопада 1937 на Лермонтовську, 13 (де мешкав Дмитрук із сім'єю) з'явилась група НКВС з ордером за № 144 на арешт і обшук. Дмитруку закидали «активна участь в Українській контрреволюційній націоналістичній організації, яка проводила роботу до повалення радянської влади в Україні шляхом збройного повстання».
Дмитрука у складі 35 звинувачених учасників міфічної «Української контрреволюційної націоналістичної організації» засуджено за статтями 54-10 і 54-11 КК УРСР і рішенням трійки НКВД від 10 травня 1938 постановлено убити. Через місяць Дмитрука застрелили у тюрмі.

### Рукописна спадщина
16 березня 1931 р. на засіданні вченої ради Етнографічної комісії ВУАН Дмитрук робить доповідь про монографічне вивчення села Дідковичів. Очевидно, після доповіді рукопис цієї праці так і залишився в Академії наук і таким чином зберігся до наших днів.
Крім того, у фондах Інституту мистецтвознавства, фольклористики та етнології ім. М. Т. Рильського зберігаються рукописи дослідника «Жнива» та «Дещо про блатаків». Перший із них — це запис від матері жниварських обрядів у Луці. У другому Никанор Костьович досліджує різницю між дореволюційними піснями ув'язнених для з'ясування психології «блатаків», щоб допомогти громадськості в їх перевихованні.
Найцікавішою з рукописної спадщини Дмитрука є стаття, присвячена його вчителю, відомому українському етнографу Василю Григоровичу Кравченку (1862—1945).